# Paul Ulberg

a Compétitions nationales et continentales officielles uniquement.

b Matchs officiels uniquement.
Paul Ulberg, né le 14 novembre 1995 à Auckland (Nouvelle-Zélande), est un joueur néo-zélandais d'origine cookienne de rugby à XIII évoluant au poste d'ailier dans les années 2010. Il intègre les Norths Devils en 2016 en Coupe du Queensland, antichambre de la National Rugby League. Il est toutefois retenu en sélection des Îles Cook en 2019 et prend également part à la première édition de la Coupe du monde de rugby à neuf avec les îles Cook au cours de laquelle il est nommé dans l'équipe de rêve.

## Biographie
Il est nommé dans l'équipe de rêve de l'édition 2019 de la Coupe du monde de rugby à neuf.

## Palmarès
- Collectif : 
  - Finaliste du Championship : 2024 (Toulouse).

- Individuel :
  - Nommé dans l'équipe de rêve de la Coupe du monde de rugby à neuf : 2019 (Îles Cook).